# Podium fulvipes
Podium fulvipes är en biart som beskrevs av Cresson 1865. Podium fulvipes ingår i släktet Podium och familjen grävsteklar. Inga underarter finns listade i Catalogue of Life.